# Río Almonte
Río Almonte este o arie protejată (arie specială de conservare — SAC, sit de importanță comunitară — SCI) din Spania întinsă pe o suprafață de 9.409,48 ha, integral pe uscat.

## Localizare
Centrul sitului Río Almonte este situat la coordonatele 39°32′36″N 5°58′35″W / 39.5433°N 5.9764°V.

## Înființare
Situl Río Almonte a fost declarat sit de importanță comunitară în decembrie 1997 pentru a proteja 2 specii de plante și 21 de specii de animale. Situl a fost protejat și ca arie specială de conservare în mai 2015.

## Biodiversitate
Situată în ecoregiunea mediteraneană, aria protejată conține 15 habitate naturale: Păduri de Quercus ilex și Quercus rotundifolia, Dehesas cu Quercus spp. perene, Păduri termofile cu Fraxinus angustifolia, Păduri aluvionare cu Alnus glutinosa și Fraxinus excelsior (Alno-Padion, Alnion incanae, Salicion albae), Pseudostepă cu ierburi și specii anuale de Thero-Brachypodietea, Păduri de Quercus suber, Lande oro-mediteraneene cu formațiuni endemice de grozamă, Păduri de Castanea sativa, Galerii și tufărișuri riverane sudice (Nerio-Tamaricetea și Securinegion tinctoriae), Tufărișuri termo-mediteraneene și de pre-deșert, Păduri de stejar galițio-portugheze cu Quercus robur și Quercus pyrenaica, Cursuri de apă de la nivel de câmpie la nivel montan, cu vegetație Ranunculion fluitantis și Callitricho-Batrachion, Matorral arborescenți cu Juniperus spp., Iazuri temporare mediteraneene, Pajiști umede mediteraneene cu ierburi înalte de Molinio-Holoschoenion.
La baza desemnării sitului se află mai multe specii protejate:
- plante (2): Marsilea batardae, Marsilea strigosa
- păsări (1): barză neagră (Ciconia nigra)
- amfibieni (1): Discoglossus galganoi
- mamifere (7): vidră de râu (Lutra lutra), liliac cu aripi lungi (Miniopterus schreibersii), liliac comun (Myotis myotis), liliacul mediteranean cu potcoavă (Rhinolophus euryale), liliacul mare cu potcoavă (Rhinolophus ferrumequinum), liliacul mic cu potcoavă (Rhinolophus hipposideros), liliacul cu potcoavă a lui méhely (Rhinolophus mehelyi)
- nevertebrate (4): fluturele auriu (Euphydryas aurinia), Gomphus graslinii, Macromia splendens, Oxygastra curtisii
- pești (5): Cobitis paludica, Luciobarbus comizo, Pseudochondrostoma polylepis, Rutilus alburnoides, Rutilus lemmingii
- reptile (3): țestoasa de baltă (Emys orbicularis), Lacerta schreiberi, Mauremys leprosa

Pe lângă speciile protejate, pe teritoriul sitului au mai fost identificate 8 specii de plante, 14 specii de amfibieni, 15 specii de mamifere, 2 specii de nevertebrate, 11 specii de pești, 18 specii de reptile.